# Григорій (герцог Гаетанський)
Григорій, герцог Гаетанський (963—964), другий син герцога Доцибіла II та його дружини неаполітанки Оранії, онук Іоанна I.
Спадкував престол після смерті брата Іоанн II, який мав лише дочок. Він швидко вичерпав землі спільного користування, подарувавши їх членам своєї родини.
Григорію спадкував його молодший брат Марін.